# جون فرنسيس (لاعب كرة قدم أمريكية)
جون فرنسيس (بالإنجليزية: Jon Francis) هو لاعب كرة قدم أمريكية أمريكي، ولد في 23 يونيو 1964 في كورفاليس في الولايات المتحدة.

## وصلات خارجية
- جون فرنسيس على موقع مرجع كرة القدم المحترفة.كوم (الإنجليزية)